# Cicurina hexops
Espèce
Cicurina hexops est une espèce d'araignées aranéomorphes de la famille des Cicurinidae.

## Distribution
Cette espèce est endémique du Texas aux États-Unis,. Elle se rencontre dans le comté de Tom Green vers Walter Valley.

## Description
Le mâle holotype mesure 2,15 mm et le mâle paratype 2,40 mm.
Le mâle décrit par Gertsch en 1992 mesure 2,1 mm.

## Systématique et taxinomie
Cette espèce a été décrite par Chamberlin et Ivie en 1940.

## Publication originale
- Chamberlin & Ivie, 1940 : « Agelenid spiders of the genus Cicurina. » Bulletin of the University of Utah, Biological Series, vol. 30, no 18, p. 1-108.